# Дежурный по стране
«Дежурный по стране» — ежемесячная телевизионная программа Михаила Жванецкого совместно с Андреем Максимовым (позже — с Алексеем Бегаком), выходившая в 2002—2019 годах на канале «Россия-1» (ранее — «РТР», «Россия») с начала сентября по начало июня.
Изначально передача транслировалась в ночном эфире в 23:00 (позже — около полуночи) по первым понедельникам каждого месяца. С сентября 2015 года выходила по первым воскресеньям месяца (по графику в 0:00, то есть фактически — в понедельник), сразу после программы «Воскресный вечер с Владимиром Соловьёвым».

## История
Концепция передачи возникла ещё в программе «Времечко. Ночной полёт» с ведущим Андреем Максимовым, выходившей на канале ТВЦ в 1997—2002 годах. Периодически в передачу по понедельникам включалась рубрика «Дежурный по стране», в рамках которой какой-либо известный человек (на его руку была надета повязка с названием рубрики) высказывал свой взгляд на актуальные события в России.
В силу перехода «Ночного полёта» с ТВЦ на телеканал «Культура» от освещения политических и социальных тем в программе, а также от приглашения гостей, с ними связанных, пришлось отказаться. Взамен этого председатель ВГТРК Олег Добродеев предложил генеральному директору телекомпании «Авторское телевидение» Анатолию Малкину идею ночной программы на телеканале РТР, в которой бы подводились итоги событий за прошедший месяц. Изначально планировалось, что передача, названная в честь рубрики «Ночного полёта», впервые выйдет в эфир 1 апреля 2002 года и будет следовать изначальной концепции — раз в две недели в ней бы принимали участие деятели искусства, комментируя текущие события. Впоследствии Олег Добродеев принял решение, чтобы передача была полностью переписана под сатирика Михаила Жванецкого. Последний дал согласие на создание такой программы и одобрил Андрея Максимова в качестве соведущего. Премьера пилотного выпуска передачи состоялась 15 апреля 2002 года. Второй выпуск, вышедший под собственной открывающей заставкой, появился в эфире спустя месяц — 20 мая.
Полутора годами ранее (с 11 ноября 2000 по 16 июля 2001 года) на РТР уже выходила передача подобного жанра — «Простые вещи», в которой Жванецкий беседовал с поэтом Вадимом Жуком один на один.
Каждая передача начинается и заканчивается минутным диалогом Жванецкого и соведущего, идущих по Красной площади под бой курантов. Основная часть программы проходит в студии, в которой присутствуют зрители. Михаил Жванецкий зачитывает авторские монологи о событиях, прошедших как в России, так и за рубежом, и приводит отрывки из своих новых книг. После каждого монолога свою точку зрения высказывает и соведущий. Зрители также принимают участие в передаче, задавая ведущим свои вопросы, в том числе и в формате видеовопросов, транслирующихся на отдельном экране в студии. По окончании программы Жванецкий фотографируется со зрителями и даёт им автографы, параллельно идут титры с указанием съёмочной группы (с 12 мая по 6 декабря 2015 года титры отсутствовали, с 24 января 2016 года из них изъяты указания должностей).
Первые пять выпусков (с апреля по сентябрь 2002 года) программа снималась в помещениях ГУМа. Из-за затратного производства с октября 2002 года съёмки стали проводиться в собственной студии АТВ. В 2002—2005 годах Андрей Максимов вёл передачу как штатный ведущий АТВ, с 2005 года — как сотрудник ВГТРК.
Единственный раз передача вышла не по своему традиционному графику — в четверг 1 апреля 2004 года в вечернее время, без предварительного указания в печатных программах передач.
С момента своего возникновения программа выходила практически без цензуры со стороны как АТВ, так и телеканала. Тем самым, в передаче могли звучать высказывания, содержавшие критику в адрес российской власти и связанных с ней людей, и освещение уличных акций российской оппозиции.
Ведущие программы в разное время характеризовали её следующим образом:
Никогда не думал, что кому-то интересно сидеть и слушать мои рассуждения о происходящих в России и мире событиях.Михаил Жванецкий
Выступление мало информированного сатирика перед совершенно не информированной аудиторией.Михаил Жванецкий
Настоящая философская передача.Андрей Максимов
Начиная с выпуска от 13 мая 2018 года совместно с Михаилом Жванецким передачу вёл Алексей Бегак, ведущий программ телеканала «Культура» — «Правила жизни» и «Гений», который был выбран из числа неназванных кандидатур, предложенных вещателем. Как сказал сам Жванецкий, Андрей Максимов покинул программу ввиду собственной усталости от данной работы. По словам обозревателя радио «Эхо Москвы» Ксении Лариной, на своём творческом вечере, состоявшемся 22 апреля, Максимов сообщил, что его увольнение произошло по инициативе Жванецкого, с которым у него уже давно стали возникать разногласия по тем или иным вопросам. Позже Максимов также заявил, что увольнение его из программы — решение исключительно Жванецкого, при этом, он высоко оценил работу своего преемника Алексея Бегака.

## Закрытие
В декабре 2019 года показ передачи был прерван, изначально — на неопределённый срок в связи с творческим перерывом Михаила Жванецкого. 10 января 2020 года программа была убрана из списка «Передачи текущего сезона» на сайте канала. Спустя несколько дней комментарий дала бывшая супруга Анатолия Малкина Кира Прошутинская, работавшая над программой до 2012 года. Она также связала это с усталостью самого Жванецкого, а также с его плотным концертным графиком.
В октябре 2020 года представитель Жванецкого Олег Сташкевич сообщил о прекращении сатириком публичных выступлений и соответствующем закрытии его передачи по вышеуказанным причинам, в том числе и из-за пандемии COVID-19. Впоследствии это подтвердил соведущий Алексей Бегак. 6 ноября Жванецкого не стало.

## Награды
- ТЭФИ (2006 год) — в номинации «Развлекательная программа: юмор»[37]
- ТЭФИ (2011 год) — в номинации «Юмористическая программа»[38]